# 兰阳街道 (兰考县)
兰阳街道，原名城关镇，是中华人民共和国河南省開封市兰考县下辖的一个乡镇级行政单位。

## 行政区划
兰阳街道下辖以下地区：
北街社区、东街社区、西街社区、南街社区、春场社区、五爷庙村、老韩陵村、牛王庙村、朱庄村、陈寨村和西岗头村。